# وين باتلر
وين باتلر (بالإنجليزية: Win Butler)‏ هو كاتب أغاني ومغن مؤلف وملحن ومغني وعازف قيثارة وشاعر أمريكي، ولد في 14 أبريل 1980 في هيوستن في الولايات المتحدة.

## وصلات خارجية
- وين باتلر على موقع IMDb (الإنجليزية)
- وين باتلر على موقع ميوزك برينز (الإنجليزية)
- وين باتلر على موقع رولينغ ستون (الإنجليزية)
- وين باتلر على موقع أول ميوزيك (الإنجليزية)
- وين باتلر على موقع ديسكوغز (الإنجليزية)
- وين باتلر على موقع قاعدة بيانات الفيلم (الإنجليزية)